# 好感的定義
好感的定義，是香港女歌手蔡愷穎於2023年推出的一首粵語單曲，為其出道單曲，由劉易昇作曲，張楚翹填詞，愛爆音樂發行。

## 創作與製作
蔡愷穎出身於無綫電視歌唱選秀節目《聲夢傳奇》，並成為無綫電視旗下音樂廠牌愛爆音樂的歌手。2023年推出的好感的定義是其出道單曲，由劉易昇作曲，張楚翹填詞，劉易昇、Freddie Lo、曹朗編曲，劉易昇亦兼任監製。
歌詞取材自蔡愷穎中學時默默留意心儀男生的真實經歷，帶有少女情懷。蔡愷穎表示經理人認為她可以走甜美少女風，但她較希望唱慘情歌，此歌為兩者的平衡。

## 發行與宣傳
由愛爆音樂於2023年8月11日派至各電台，及於音樂串流平台發行。
為宣傳此歌，蔡愷穎在無綫電視的電視廣播城內到處找藝人進行關於「好感」的訪問，接受了其訪問的藝人包括羅毓儀、郭柏妍，周嘉洛等人。

## 音樂影片
音樂影片由蔡愷穎與鄧沛楠合演情侶，於大澳取景拍攝。

## 資料來源
1. 1 2  . Apple Music. 2023-08-11  [2023-10-15]. （原始内容存档于2023-10-15） （美国英语）.
2. 1 2  梁樂欣. . 香港經濟日報. 2023-09-04  [2023-10-15] （中文（繁體））.
3. 1 2  . 新城知訊台. 2023-08-11  [2023-10-15]. （原始内容存档于2023-09-17）.
4. ↑  . 晴報. 2023-10-02  [2023-10-16] （中文）.
5. ↑  王連連. . 晴報. 2023-09-03  [2023-10-15] （中文）.
6. ↑  . STARSHK. 2023-08-15  [2023-10-15]. （原始内容存档于2023-10-15） （中文）.